# Scyletria
Scyletria Bishop & Crosby, 1938 è un genere di ragni appartenente alla famiglia Linyphiidae.

## Distribuzione
L'unica specie oggi attribuita a questo genere è stata rinvenuta negli Stati Uniti e in Canada.

## Tassonomia
A giugno 2012, si compone di una specie:
- Scyletria inflata Bishop & Crosby, 1938[3] — USA, Canada

### Specie trasferite
- Scyletria jona Bishop & Crosby, 1938; trasferita al genere Mermessus O.Pickard-Cambridge, 1899[1].